# جاك نوت
جاك نوت (بالإنجليزية: Jack Knott)‏ هو لاعب كرة قاعدة أمريكي، ولد في 2 مارس 1907 في دالاس في الولايات المتحدة، وتوفي في 13 أكتوبر 1981 في براونوود في الولايات المتحدة.

## وصلات خارجية
- جاك نوت على موقعبيزبول رفرنس.كوم (الدوري الرئيسي) (الإنجليزية)
- جاك نوت على موقع مشجعي الرسوم البيانية (الإنجليزية)